# Suomi (maskinpistol)
Suomi-maskinpistol (finska: Suomi-konepistooli) per fabrikat eller 9,00 mm konepistooli M/31 (kort: 9,00 kp/31) i finska försvarsmakten, även variationer såsom 9 mm Suomi M/31 med mera, var en finländsk kulsprutepistol (på Finlandssvenska benämnt maskinpistol) som utvecklades av Aimo Lahti under tidigt 1930-tal.
Vapnet var mycket modernt för sin tid och presterade bättre än många andra tidsenliga kulsprutepistoler. Vapnet blev känt efter att ha använts mycket effektivt av finska trupper under det finska vinterkriget och ledde bland annat till att Sovjetunionen kopierade element från vapnet (specifikt magasinet) för att använda i sin nästa kulsprutepistol PPSj-41.
Kp/31 såg även lyckad export under sin livstid och kom bland annat att användas av Sverige i modifierad form under beteckningen 9 mm kulsprutepistol m/37.

## Utveckling och tillverkning
Kp/31 utvecklats av vapenkonstruktören Aimo Lahti som en förbättrad version av hans tidigare kpistar; den första vid namn M/22, som enbart var en prototyp, och senare en produktionsmodell i kaliber 7,65 x 21 mm Parabellum som betecknades Konepistooli M/26, eller förkortat Kp/26. Kp/26 visades upp för allmänheten 1925 och kom att beställas i mindre antal av den finska försvarsmakten. M/22 och kp/26 tillverkades av ett finländskt företag vid namn Konepistooli Oy som hade grundats av bland annat Aimo Lahti, men även kapten V. Korpela, löjtnant Y. Koskinen och löjtnant L. Boyer-Spoof.
Lahti var inte nöjd med kp/26 eftersom denna hade matningsproblem och en undermålig kolv.  Detta ledde till att han och löjtnant Y. Koskinen vidareutvecklade konstruktionen till det som blev kp/31. Bland förbättringarna fanns introduktionen av patronen 9 x 19 mm Parabellum som inte bara matade bättre än sin föregångare men även gav bättre räckvidd.
Kp/31-Suomi sattes i serieproduktion 1931 av Tikkakoski Oy och de flesta vapnen köptes av den finska försvarsmakten. Man hade sammanlagt 4 000 kpistar av denna modell när vinterkriget bröt ut.

## Användning i andra länder
DanmarkKp/31 kom att tillverkas på licens av Madsen i Danmark under benämningen M/41. Den danska brigaden använde även svenska 9 mm kpist m/37-39 under beteckningen Husqvarna M/44 i Danmark.
 EstlandEstlands försvarsmakt antog kp/31 som ersättare för den inhemska kpisten Arsenal m23 år 1937.
 NazitysklandNazityskland inköpte ett antal exemplar av kp/31 under andra världskriget.
 SchweizKp/31 kom att licenstillverkas som MP 43/44 av Hispano-Suiza (Suisse) för Schweiz försvarsmakt under andra världskriget.
 Sverige
Huvudartikel: Kulsprutepistol m/37 – Svenska försvarsmakten köpte in kp/31 i modifierad form 1937 som 9 mm kpist m/37 samt licens för inhemsk produktion. Detta blev den första kulsprutepistolen i den svenska försvarsmakten att anskaffas i större antal. De första 900 vapnen tillverkades i Finland och var kamrade för patronen ”9 x 20 mm Browning Long” (9 mm patron m/07) men senare inleddes licenstillverkning av 35 000 exemplar i Sverige kamrade för ”9 x 19 mm Parabellum” (9 mm patron m/39), betecknade 9 mm kpist m/37-39, samt konvertering av de tidigare finskproducerade vapnen till denna modell. Sverige kom även att köpa in 500 vapen av den finska grundmodellen vid senare skede, betecknade 9 mm kpist m/37-39F.

## Bildgalleri

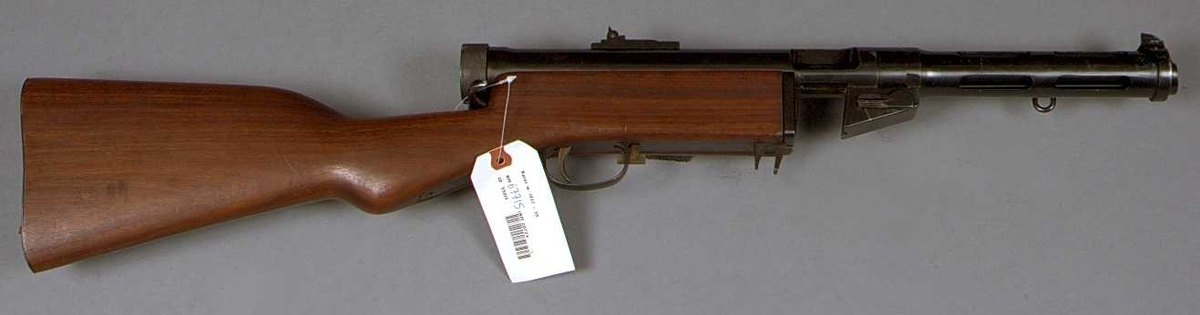
Svensk 9 mm kpist m/37
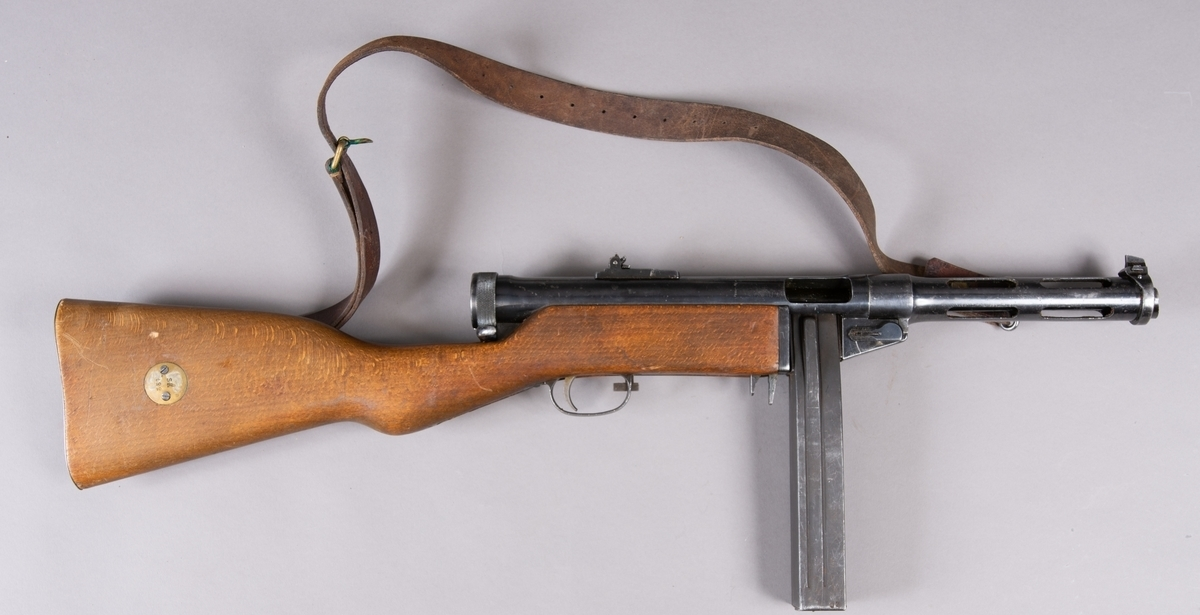
Svensk 9 mm kpist m/37-39
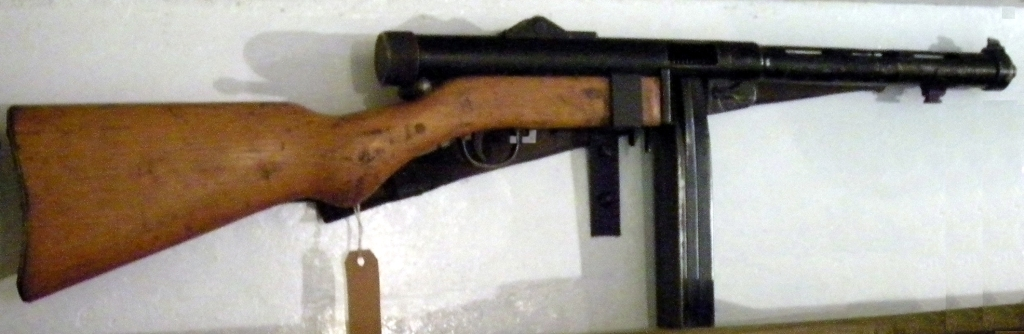
Schweizisktillverkad Suomi-Hispano M 43/44
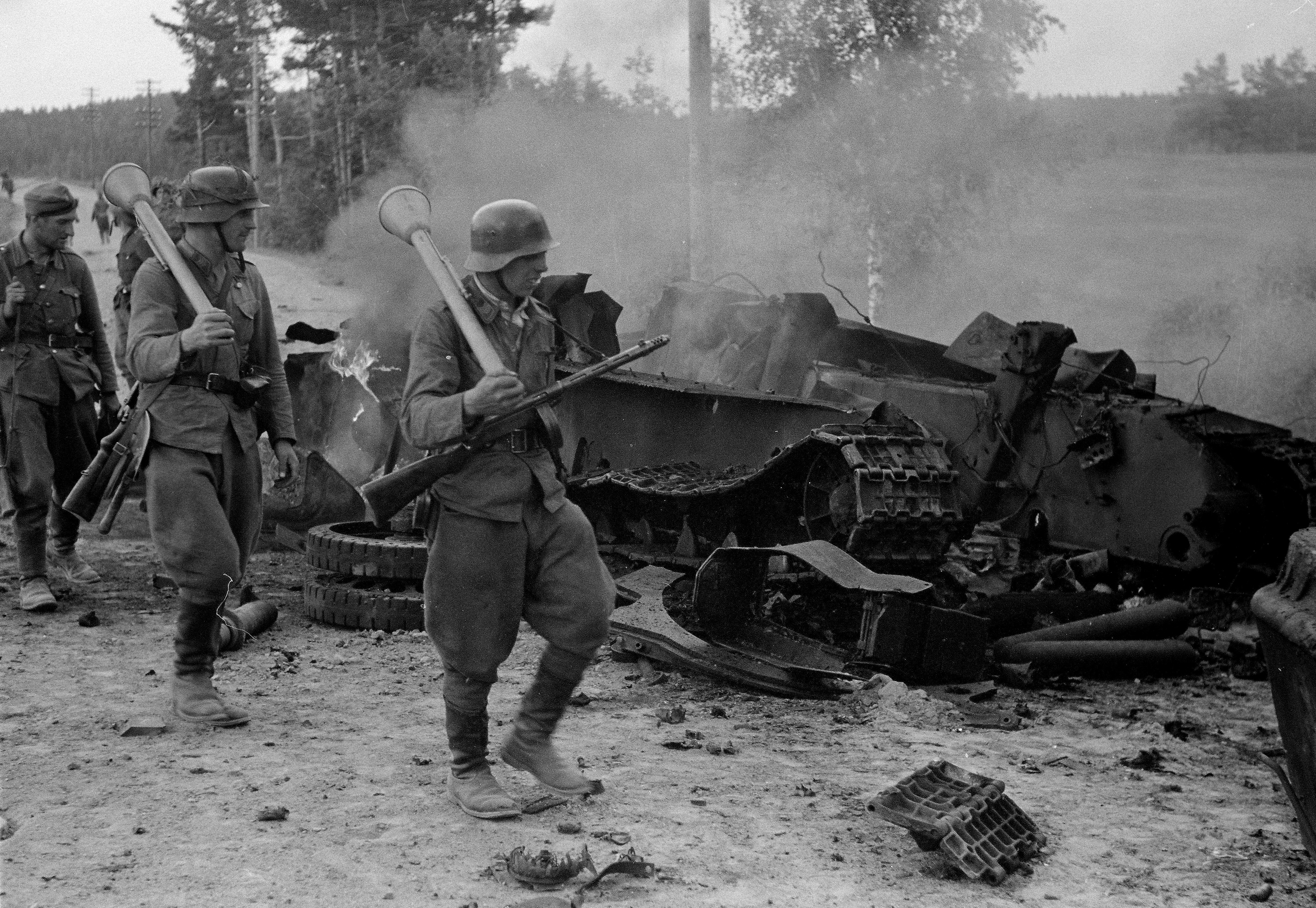
Finländska pansarjägare, beväpnade med Panzerfaust och Suomi-kpistar passerar en förstörd sovjetisk T-34.

### Webbkällor
- Suomimaskinpistolen i Uppslagsverket Finland (webbupplaga, 2012). CC-BY-SA 4.0
- Gunwriters. (engelska) Läst 11 mars 2017.
- Jäger Platoo.n (engelska) Läst 11 mars 2017.
- Göta vapenhistoriska sällskap. (svenska) Läst 11 mars 2017.